# Eri Yamaguchi
Eri Yamaguchi (Japans: 山口衛里, Yamaguchi Eri) (Takino, 14 januari 1973) is een voormalige Japanse langeafstandsloopster, die zich had gespecialiseerd in de marathon.

## Loopbaan
Yamaguchi behaalde in 1997 haar eerste succes toen ze op de Aziatische kampioenschappen voor junioren in Bangkok een bronzen medaille won.
In 1998 won ze de marathon van Hokkaido en in 1999 werd ze met het winnen van de marathon van Tokio tevens Japans kampioene. Haar tijd van 2:22.12 was een persoonlijk en Aziatisch record en geldt nog altijd als parcoursrecord. Op grond van deze prestatie mocht Eri Yamaguchi starten op de Olympische Spelen van Sydney, waar ze een zevende plaats op de marathon behaalde in 2:27.03.

## Titels
- Japans kampioene marathon - 1999

## Persoonlijke records
| Afstand        | Tijd     | Jaar             | Plaats  |
| -------------- | -------- | ---------------- | ------- |
| 10.000 m       | 32.07,25 | 10 juni 2000     | Tottori |
| halve marathon | 1:10.04  | 18 juli 1999     | Sapporo |
| marathon       | 2:22.12  | 21 november 1999 | Tokio   |

## Palmares

### halve marathon
- 1994: 32e WK in Oslo - 1:13.21

### marathon
- 1995:  marathon van Hokkaido - 2:32.47
- 1996: 12e marathon van Osaka - 2:31.43
- 1996: 7e marathon van Tokio - 2:35.23
- 1998:  marathon van Hokkaido - 2:27.36
- 1998: 4e marathon van Turijn - 2:34.05
- 1999:  Japanse kamp. in Tokio - 2:22.12 (1e overall)
- 1999: 12e marathon van Osaka - 2:31.43
- 2000: 7e OS - 2:27.03